# Nam Thanh Bắc Nghệ
Nam Thanh Bắc Nghệ là khu vực kinh tế động lực của hai tỉnh Nghệ An và Thanh Hóa được thủ tướng chính phủ phê duyệt quy hoạch đến năm 2020 và tầm nhìn năm 2025..

## Hành chính
Vùng bao gồm toàn bộ địa giới các huyện, thị xã: Nghi Sơn, Nông Cống, Như Thanh, Như Xuân của tỉnh Thanh Hóa và các huyện, thị xã: Hoàng Mai, Quỳnh Lưu, Nghĩa Đàn, Thái Hòa của tỉnh Nghệ An với diện tích tự nhiên là 3.413,4 km².

## Định hướng phát triển
Vùng kinh tế đồng bằng ven biển lấy Khu kinh tế Nghi Sơn và Khu đô thị - công nghiệp Hoàng Mai làm trung tâm và động lực phát triển với các ngành kinh tế chính là cảng nước sâu, công nghiệp lọc hóa dầu, cơ khí chế tạo, vật liệu xây dựng, gang thép, nhiệt điện, chế biến thủy hải sản, ngư nghiệp, nông nghiệp áp dụng công nghệ sinh học...
Vùng kinh tế trung du miền núi lấy đô thị Bãi Trành (thuộc huyện Như Xuân, tỉnh Thanh Hóa) và thị xã Thái Hoà (tỉnh Nghệ An) làm trung tâm với các ngành chủ đạo là khai khoáng luyện kim, chế biến nông lâm sản, dịch vụ du lịch...